# Institut de Ciències de Tòquio
L'Institut de Ciències de Tòquio (東京科学大学; abreujadament ISCT, de l'anglès Institute of Science Tokyo, amb la marca Science Tokyo) és una universitat pública de Tòquio, Japó. Va ser establerta oficialment l'1 d'octubre de 2024, per una fusió entre l'Institut de Tecnologia de Tòquio i la Universitat Mèdica i Dental de Tòquio. El campus principal es troba a Ookayama, Meguro, amb campus satèl·lit a Yokohama, Minato-ku, Bunkyo-ku i Ichikawa. No s'ha de confondre amb la Tokyo Science University (Rikadai en japonès).

## Història
L'Institut de Tecnologia de Tòquio i la Universitat Mèdica i Dental de Tòquio van signar un acord per fusionar-se en una sola universitat l'octubre de 2022, pressionats pel govern japonès. Al novembre i desembre de 2022, les dues universitats van demanar públicament idees per al nom per a la nova universitat als seus llocs web.
El 19 de gener de 2023 es va decidir que la nova universitat utilitzés el nom "Institut de Ciència de Tòquio" (東京科学大学).
El 31 d'octubre de 2023, el gabinet japonès va decidir modificar la Llei de la Corporació Universitària Nacional. L'antiga Corporació Universitària Nacional de l'Institut Tecnològic de Tòquio (国立大学法人東京工業大学) va ser rebatejada com a National University Corporation Institute of Science Tokyo (国立大学法人東京科学大学), i la National University Corporation Tokyo Medical and Dental University (国立大学法人東京医科歯科大学東京医科歯科大学) es va dissoldre al mateix temps. Després de ser aprovada per la Dieta Nacional del Japó, l'esmena va entrar en vigor l'1 d'octubre de 2024. La seu de la nova universitat es troba a Meguro-ku, Tòquio, a la seu històrica de l'Institut Tecnològic de Tòquio.